# Улица Вальню
Улица Вальню (латыш. Vaļņu iela, дословно Валовая) — улица в Старой Риге.
Расположена между улицей Смилшу и улицей 13 Января, одна из главных улиц Старой Риги. Длина улицы — 609 метров.

## История
Впервые упоминается в документах за 1792 год как Казарменная улица. В 1862 году в городе появляется улица Маза Вальню. С 1864 года называется улица Вальню.
В 1936 году улица Вальню была расширена с установлением пешеходной зоны.
В ходе археологических раскопок, проходивших под руководством Рауля Шноре в 1939 году на месте прежнего протекания реки Рига (у пересечения улиц 13 Января, Вальню и Ридзенес), был обнаружен так называемый Рижский корабль (одномачтовое морское судно, датируется концом XII — началом XIII века).

## Достопримечательности

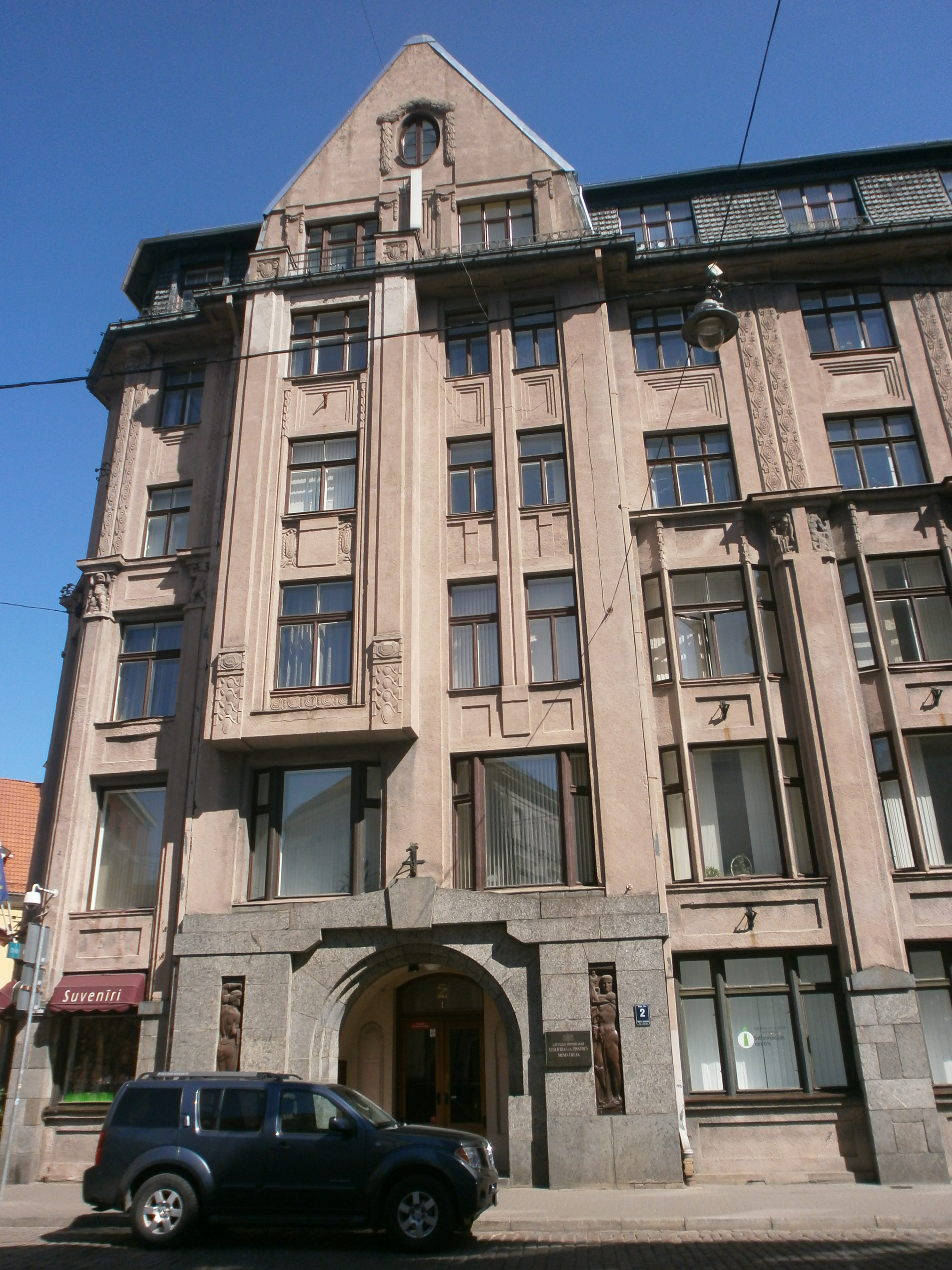
Министерство образования и науки Латвии, здание было построено для Товарищества сельских хозяев "Самопомощь" в 1911 году.

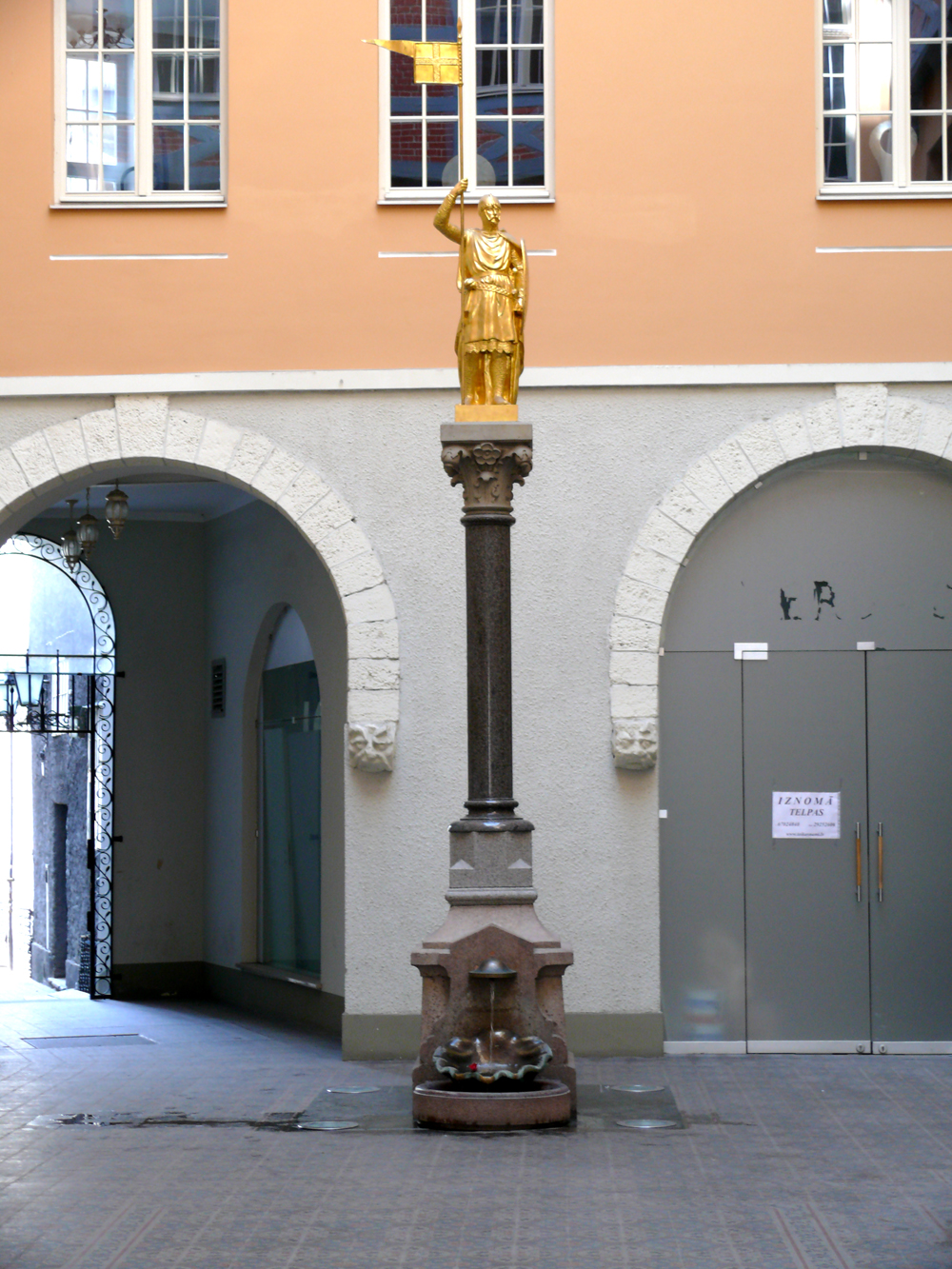
Золотой рейтар.

д. 2 — Министерство образования и науки Латвии, (здание было построено для Товарищества сельских хозяев «Самопомощь», 1911, архитектор Эдгар Фризендорф)
д. 3 — Жилой дом с магазинами (1912—1914, архитектор Герберт Тимер). В 1993 году здание приобрёл бизнесмен и меценат Евгений Гомберг, устроивший здесь после реконструкции пассаж Three Wall Street, одной из достопримечательностей которого является Золотой рыцарь (рейтар)
д. 4 — Жилой дом (1896—1898, архитектор Эдмунд фон Тромповский, снесён в 1999 году, в 2001 году возведено офисно-жилое здание, архитектор Дайнис Рудольф Шмидт)
д. 5 — Жилой дом с магазинами (1934, архитектор Эгон Штанге)
д. 7 — Жилой дом с магазинами (1894, архитектор Карл Фельско)
д. 8 — Жилой дом с магазинами (1870, архитектор Фридрих Вильгельм Гесс)
д. 9 — дом с кафе (1913—1914, архитектор Рене Гершельман) С 1958 года в здании работает университет с факультетами киноискусства, изобразительного искусства, архитекторы, строительства, театрального искусства.
д. 10 — бывший органный зал (1887, архитектор Карл Фельско)
д. 11 — здание Латвийского Акционерного банка (1931, архитекторы Альфред Карр и Курт Бетге)
д. 12 — Жилой дом (1896, архитектор Карл Генрих Шель, перестроен в 1913 году по проекту архитектора Германа Отто Хилбига, реконструирован в 1997—1998)
д. 18 — Жилой дом с магазинами (1910-е годы, архитектор Константин Пекшен, реконструкция 1985 года).
д. 19 — офисно-жилое здание с кинотеатром (1933-35, архитекторы Альфред Карр и Курт Бетге).
д. 21 — Масонская ложа, дом со складом (1788, архитектор Кристоф Хаберланд). Жилой дом (1893, архитектор Карл Фельско)
д. 23 — Жилой дом (XVII—XVIII век, перестроен в 1872 году по проекту архитектора Л. Гейденмиллера)
д. 25 — Жилой дом (XVIII век, перестроен в 1872 году по проекту архитектора Л. Гейденмиллера)
д. 26 — Жилой дом с магазинами (1880, архитектор Янис Бауманис)
д. 28 — Жилой дом с магазинами (1880-е годы, архитектор Янис Бауманис)
д. 30 — Здание Немецкого ремесленного общества в Риге (1868—1870, архитектор Янис Бауманис). Общество было основано 7 июня 1865 года в Берлине и Санкт-Петербурге. В здании находился самый большой в то время конференц-зал в Риге (около 20 м в ширину, 30 м в длину и с 9-метровым потолком), здесь регулярно проводились лекции, концерты и спектакли, среди выступавших Константин Бальмонт. На первом и втором этажах здания имелись столовая, библиотека и читальный зал, гардеробная, хор, тренажерный и бильярдный залы, в подвале — кухня и подсобные помещения. Перед Первой мировой войной здание было надстроено четвёртым этажом. В период между двумя мировыми войнами дом принадлежал членам немецких обществ. Во время Второй мировой войны дом сгорел и после войны был восстановлен; здесь было устроено студенческое общежитие. С 1988 года в здании разместилась Государственная академия телекоммуникаций. Создан Музей Солнца.
д. 31/33 — Два жилых дома (XVIII век), в 1926 году перестроены по проекту архитектора Николая Герцбергера.
д. 32 — Жилой дом с магазинами (1881, архитектор Я. Бауманис).
д. 39 — Жилой дом был построен (XVIII век), перестроен в 1898 году по проекту архитектора А. Эдельсона, в 1913 году по проекту архитектора Рейнхольда Георга Шмелинга, реконструирован в 1983 году.
д. 41 — Жилой дом (1737, перестроен в 1888 году по проекту архитектора Отто Дитце, реконструирован в 1983 году).
д. 45 — Жилой дом (XVII—XVIII век, перестроен в 1880—1881 годах по проекту архитектора Отто Дитце, реконструирован в 1983 году).
д. 47 — Жилой дом (XVIII век, перестроен в 1884 году архитектором Аполлоном Эдельсоном, реконструирован в 1983 году). В 1968 году на фасад дома с другого здания был перенесён «Портал верблюда»

### Гостиница «Рига»
На углу с улицей Калькю (д. 28) расположен отель «de Roma» с рестораном «Отто Шварц». Почти весь квартал между улицами Театра и Калькю занимает гостиница «Рига» (1956). Перед её возведением снесли пострадавшую во время Великой Отечественной войны лучшую рижскую гостиницу «Рим» (1878) и пасторат церкви Св. Петра (сооружён в 1910 году по проекту известного бельгийского архитектора, одного из основоположников рационального модерна, Анри ван де Вельде и Бернхарда Биленштейна). 
При разработке проекта гостиницы был объявлен конкурс, в котором участвовали две группы архитекторов: во главе с академиком Эрнестом Шталбергом и во главе с Арвидом Миезисом. Шталберг работал вместе с учениками Мартой Станей, Артуром Рейнфельдом, Янисом Гинтерсом и Янисом Лицитисом и  спроектировал 9-этажное здание с большой площадью перед ним, для чего необходимо было снести сохранившиеся в квартале здания.  Конкурсная комиссия утвердила проект Миезиса, но только планировку. Фасады она сочла слишком лаконичными, и для их оформления пригласили ученика Э.Лаубе Сергея Антонова.

## Улица Вальню в кинематографе
На улице снимался ряд сцен фильма «Государственный преступник»